# Penicillium dimorphosporum
Penicillium dimorphosporum är en svampart som beskrevs av H.J. Swart 1970. Penicillium dimorphosporum ingår i släktet Penicillium och familjen Trichocomaceae.   Inga underarter finns listade i Catalogue of Life.